# Kalevi spordihall
Koordinaten: 59° 25′ 38″ N, 24° 45′ 38″ O

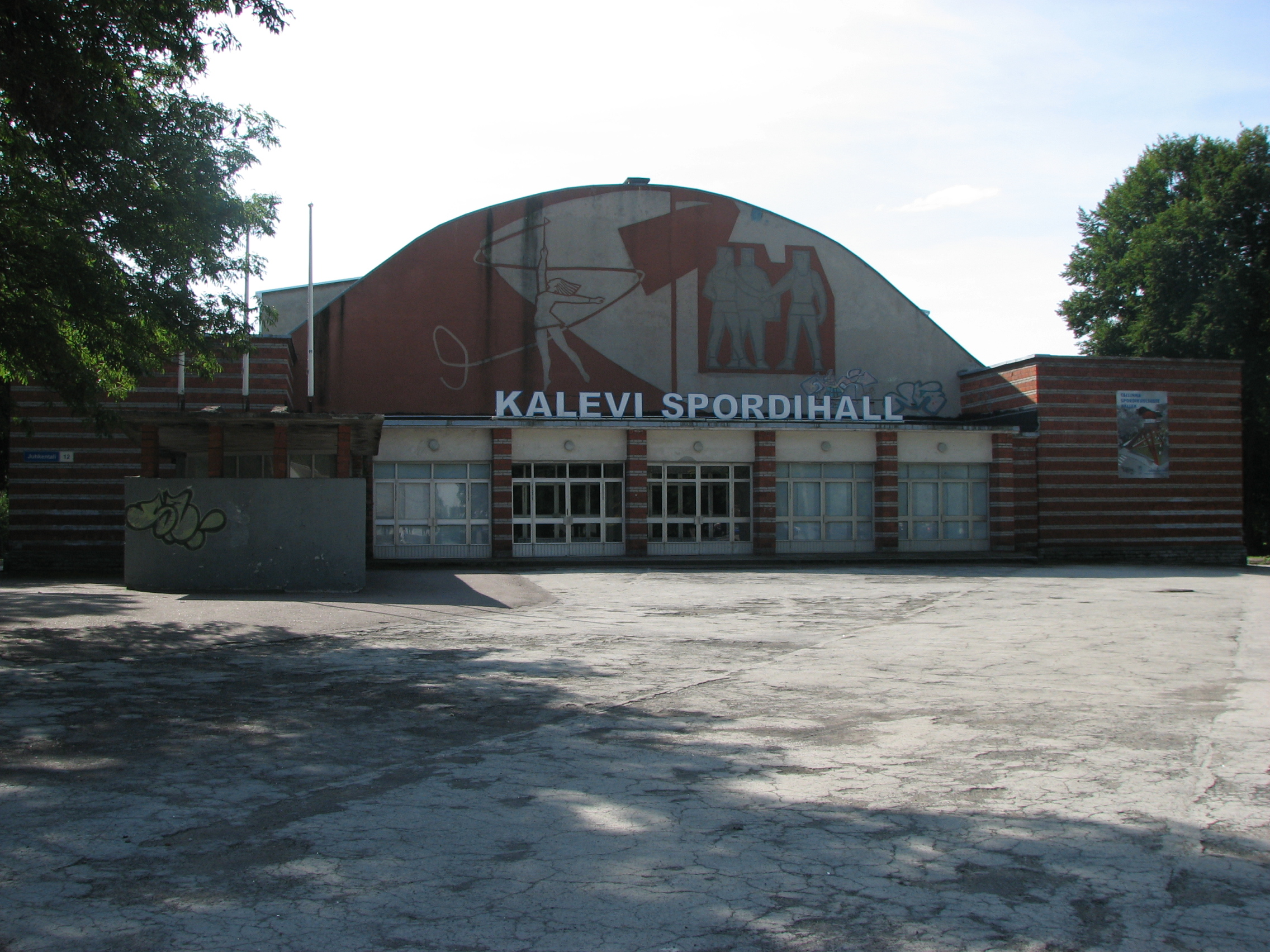
Haupteingang der Kalevi spordihall. Aufnahme von 2011.

Die Kalevi spordihall (zu deutsch Sporthalle Kalev) ist eine Multifunktions-Halle in der estnischen Hauptstadt Tallinn. Sie liegt im Stadtbezirk Juhkentali.

## Geschichte
Die Kalevi spordihall ist nach Kalev benannt, einem Sagenhelden der estnischen Mythologie. Sie wurde am 24. November 1962 feierlich eingeweiht. Ihre Haupt-Architekten waren Peeter Tarvas und Uno Tölpus.
Über dem Haupteingang befindet sich ein modernistisches Wandbild im sozialistischen Stil. Es zeigt links eine Tänzerin der rhythmischen Sportgymnastik mit Stab und Band. Auf der rechten Seite stehen drei Figuren. Schöpferinnen des Kunstwerks waren Valli Lember-Bogatkina und Margareta Fuks.
Im ersten Monat nach der Eröffnung trat in der Kalevi spordihall vier Wochen lang das Eisballett der Sowjetunion auf. Die Eis-Revue war eine Sensation in der damaligen Estnischen SSR. Der Ticketverkauf brachte fast die gesamten nominellen Baukosten von 400.000 Rubeln wieder herein.
In den 1960er Jahren verfügte die Sporthalle über den größten Veranstaltungssaal Tallinns. Daher fanden dort nicht nur Sportveranstaltungen, sondern auch Tanzturniere, Modevorführungen und Unterhaltungsprogramme statt. Im Mai 1967 war die Halle Schauplatz des legendären internationalen Jazzfestivals in der estnischen Hauptstadt.

## Sporthalle heute
Heute finden in der Multifunktions-Halle hauptsächlich Basketball-Spiele und Leichtathletik-Veranstaltungen statt. Daneben finden dort Tennisturniere, Volleyball- und Fußballspiele, Futsal-Veranstaltungen, Boxkämpfe, Ringer-Wettbewerbe und asiatische Kampfsportarten statt. Der große Saal bietet Raum für 1.000 Sitzplätze.
Die Halle wurde 2011 umfassend renoviert. Seit Herbst 2010 ist die Stadt Tallinn Eigentümerin der Sporthalle.